# سانتانا (البرازيل)
سانتانا هي بلدية في البرازيل، تتبع أمابا، بلغ عدد سكانها 80,439  نسمة في 2000، تبلغ مساحتها 1,577.517 كيلومتر مربع.

## الموقع
تشترك في الحدود مع:
- ماكابا.